# Jimmy Lovelace
James Ross „Jimmy“ Lovelace (* 6. Februar 1940 in Kansas City (Missouri); † 29. Oktober 2004 in Manhattan, New York City) war ein US-amerikanischer Jazz-Schlagzeuger.
Lovelace war ab den frühen 1960er-Jahren in der New Yorker Jazzszene aktiv; erste Aufnahmen entstanden 1965 mit Prince Lasha (Inside Story (Enja), mit Herbie Hancock, Cecil McBee) und im selben Jahr mit Wes Montgomery, dessen Quartett (mit Harold Mabern und Arthur Harper) er angehörte. Mit dem Montgomery-Quartett tourte er auch in Westeuropa. Ab 1966 spielte er bei George Benson, zu hören auf dessen Alben It's Uptown, Benson Burner und The George Benson Cookbook. Anschließend spielte er bei Dr. Lonnie Smith, Roberta Peck, Tony Scott und bei Junior Mance, wo er 1967 Aaron Bell ablöste.
In den 1970er- und 80er-Jahren war bei Aufnahmen von Yoshiaki Masuo/Bob Mover und Amina Claudine Myers (Salutes Bessie Smith, 1980) zu hören; in den späteren Jahren noch bei George Braith, Joe Magnarelli, Frank Hewitt (We Loved You, 2001), Claude Williams, Kanji Ohta (Our Jazz Family, mit Jimmy Heath) und Nabuko Kiryu. Im Bereich des Jazz war er von 1965 bis 2002 bei 37 Aufnahmesessions beteiligt. Ab 1995 trat er regelmäßig im Jazzclub Smalls auf, häufig auch mit seiner Band Across 7 Street, der Chris Byars (Saxophon), John Mosca (Posaune), Ari Roland (Bass) und Sacha Perry (Piano) angehörten. 2004 legte die Band ein Album (The Eternal Pyramid) vor. Lovelace starb im Alter von 64 Jahren an den Folgen einer Krebserkrankung.